# Alois Oswatitsch
Alois Oswatitsch (auch Alojz Osvatič und ab 16. Dezember 1918 Alois Ostwald; * 18. Juni 1874 in Gonobitz; † 23. Februar 1959 in Linz) war ein österreichischer akademischer Maler und Professor für Freihandzeichnen.

## Leben
Alois Oswatitsch wurde am 18. Juni 1874 im damals zur Österreich-Ungarn gehörenden Gonobitz in der Untersteiermark geboren. Sein Geburtsort gehört heute mit dem Namen Slovenske Konjice zu Slowenien.
Alois Oswatitsch besuchte ab dem Jahr 1880 die Volksschule in dem etwa 15 km entfernten Windisch-Feistritz (Slovenska Bistrica). Noch vor 1884 übersiedelten seine Eltern mit ihren Söhnen Alois (* 1874), Josef (* 1876) und Max (* 1881) von Gonobitz in die etwa 40 km entfernte Stadt Pettau (Ptuj), wo sie an der Adresse Herrengasse Nr. 8 (Prešernova ulica) eine Schneiderei betrieben und auch ihre Kinder Franziska (* 1884) und Alexander (* 1889) geboren wurden.
Mit der Übersiedlung nach Pettau wechselte Alois Oswatitsch auch in die dortige Volksschule, die er am 15. Juli 1888 im Alter von 14 Jahren abschloss.
Ein vom Lande Steiermark verliehenes Stipendium ermöglichte es dem 16-jährigen Alois Oswatitsch, seine künstlerischen Studien im Jahre 1890 an der steiermärkischen Landes-Zeichenakademie in Graz zu beginnen und am 18. Juli 1894 erfolgreich abzuschließen. Im Oktober 1894 trat er im Alter von 20 Jahren als Student im Fach Historienmalerei in die Akademie der bildenden Künste in Wien ein. Er besuchte dort vom Wintersemester 1894/95 bis zum Sommersemester 1898 die „Allgemeine Malerschule“ unter der Leitung von Christian Griepenkerl.
Nach den acht Semestern „Allgemeine Malerschule“ unter Prof. Griepenkerl setzte Alois Oswatitsch mit dem Wintersemester 1898 im Alter von 24 Jahren sein Studium am Schillerplatz an der „Spezialschule für Historienmalerei“ bei Franz Rumpler fort. Das Ministerium für Cultus und Unterricht kaufte anlässlich einer Schulausstellung 1900 eines seiner Werke an; 1902 wurde er anlässlich einer weiteren Schulausstellung als „anerkennswert tüchtig“ bezeichnet. Alois Oswatitsch beendete mit Ende des Sommersemesters 1903 im Alter von 29 Jahren sein Studium an der Akademie der Bildenden Künste in Wien als akademischer Maler. Danach ging Alois Oswatitsch nach Marburg (Maribor) und begann dort den Beruf als selbständiger akademischer Maler auszuüben.
Von April 1907 bis Oktober 1910 lebte Alois Oswatitsch in Aflenz an der Sulm, heute zur Gemeinde Wagna gehörend.
Am 22. Oktober 1910 begann Alois Oswatitsch als Assistent für Freihandzeichnen am heutigen Bundesrealgymnasium Fadingerstraße 4 in Linz seine Berufslaufbahn als Pädagoge. Er erhielt dort für 24 Wochenstunden ein Jahresgehalt von 1.440 Kronen. Seine Wohnadresse in Linz war Aubgerg 21 und dann Riesenhofstraße 5.
Um das Ziel einer festen Anstellung als ordentlicher Professor an der Staatsrealschule in Linz zu erreichen, startete Alois Oswatitsch am 10. Februar 1911 seine Bewerbung für das „Lehramt des Freihandzeichnens an Mittelschulen“ an seiner alten Ausbildungsstätte in Wien, der Akademie der bildenden Künste am Schillerplatz und am 9. Dezember 1912 legte er diese Prüfung erfolgreich ab. Erst fünf Jahre später wurde Alois Oswatitsch im Alter von 43 Jahren im November 1917, ein Jahr vor dem Ende des Ersten Weltkriegs, vom Aushilfslehrer (Supplent) zum provisorischen Lehrer bestellt.
Mit Ende des Ersten Weltkrieges zerfiel der Österreichisch-Ungarische Vielvölkerstaat und Alois Oswatitsch wurde in Linz zum Ausländer, da sein Geburtsort nun zu Slowenien gehörte. Durch eine Erklärung gegenüber der jungen Republik Deutschösterreich konnten auch Personen die Staatsbürgerschaft erhalten, die seit 1914 ihren Wohnsitz in Deutschösterreich hatten. Personen, die zum Zeitpunkt der Kundmachung in einer Gemeinde der untergegangenen österreichischen Monarchie heimatberechtigt waren, die außerhalb der deutschösterreichischen Republik lag, hatten ebenfalls das Recht, sich gegenüber der Behörde als Deutschösterreicher zu erklären. Davon machte Alois Oswatitsch Gebrauch und änderte dabei auch mit Wirkung 16. Dezember 1918 seinen slawischen Familiennamen „Oswatitsch“ in „Ostwald“. Angeblich signierte er auch nach seiner Namensänderung entstandene Bilder weiterhin mit „A. Oswatitsch“.
Mit Dekret des Landesschulrates in Österreich ober der Enns in Linz vom 5. Oktober 1919 erfolgte die Versetzung von der früher für Alois Ostwald zuständigen Heimatgemeinde seines Vaters Smolinzen, jetzt bereits auch nach „Südslawien“ gehörend, nach Linz. Alois Ostwald wurde durch die Veränderung der Heimatzuständigkeit zum Bürger der neuen Republik Deutschösterreich. Mit Wirkung zum 1. Oktober 1919 wurde er auch vom provisorischen Lehrer zum ordentlichen Professor mit fixer Anstellung am Gymnasium ernannt.
Während des Zweiten Weltkriegs heiratete Alois Ostwald am 26. Mai 1942 am Standesamt in Linz seine ihn seit Jahrzehnten begleitende und aus Bergen (heute: Perná, Tschechien), Bezirk Nikolsburg in Südmähren, stammende Maria Herzig. Beide waren zu diesem Zeitpunkt im 68. Lebensjahr.
Professor Alois Ostwald starb am 23. Februar 1959 im 85. Lebensjahr in Linz und wurde auf dem Friedhof in Linz-Urfahr beerdigt.

## Schaffen
Alois Oswatitsch arbeitete nach erfolgreichem Ende seiner Ausbildung an der Akademie am Schillerplatz in Wien ab dem Sommer 1903 als akademischer Maler in Marburg (Maribor). Im Herbst 1904 trat er der Vereinigung bildender Künstler Steiermarks bei, war bei der Jahresausstellung des Vereins im Herbst 1904 gleich mit sieben Studien und Bildnissen vertreten und stellte dort jährlich bis 1909 aus.
Im November 1908 stellte Alois Oswatitsch auch gemeinsam mit den steirischen Künstlerkollegen im Künstlerhaus in Wien zwei seiner Bilder („Eine Mutter“ – „Im Ausgeding“) aus. Auch beim Oberösterreichischen Kunstverein hat Alois Oswatitsch 1913 und, als Alois Ostwald, 1923 ausgestellt. Von Oktober 1910 bis zu seiner Pensionierung arbeitete Oswatitsch/Ostwald als Professor für Freihandzeichnen am heutigen Bundesrealgymnasium Fadingerstraße in Linz.

## Gemälde (Auswahl)
- Eine Mutter – ausgestellt 1908 im Künstlerhaus
- Porträts der Pettauer Bürger Viktor Skrabar (Anwalt und Archäologe), Ernst Eckl (Bürgermeister), Ferdinand Raisp[12] (Historiker und Buchautor) und Josip Heržič (Probst) erstellt. Die drei erstgenannten Bilder sind im Pokrajinski Muzej Ptuj Ormož ausgestellt.
- Vor dem Spiegel, ausgestellt 1909 in Graz und publiziert in der Kunst-Revue der Österreichischen Illustrierten Zeitung vom 27. Februar 1910
- Ave Maria[13], auch als Postkarte in Berlin publiziert
- zwei Selbstporträts (vermutlich aus 1900 und 1907)
- Porträt des Dr. R. Franz[14]
- Bildnis des Bildhauers K[15]